# Walker Bay (Livingston-Insel)
Die Walker Bay ist eine Bucht an der Südküste der Livingston-Insel im Archipel der Südlichen Shetlandinseln. Sie liegt zwischen dem John Beach und dem Hannah Point.
Das UK Antarctic Place-Names Committee benannte sie 1958 nach Kapitän John Walker, Schiffsführer des Robbenfängers John, der zwischen 1820 und 1821 in den Gewässern um die Südlichen Shetlandinseln operierte.